# Joe Hill (film)
Joe Hill er en svensk-amerikansk biografisk film fra 1971, instrueret af Bo Widerberg. Filmen er baseret på historien om fagforeningsaktivisten Joe Hill, der skildrer hans ankomst til New York i 1902, samt engagement i Industrial Workers of the World.
Filmen fik premiere i Sverige den 25. august 1971 og udkom i Danmark to måneder senere den 27. oktober.

## Medvirkende
- Thommy Berggren som Joe Hill
- Anja Schmidt som Lucia
- Kelvin Malave som Ræven
- Evert Andersson som Blackie
- Cathy Smith som Cathy
- Hasse Persson som Paul
- David Moritz som David
- Richard Weber som Richard
- Joel Miller som Ed Rowan
- Robert Faeder som George